# Potentilla betonicifolia
Potentilla betonicifolia är en rosväxtart som beskrevs av Jean Louis Marie Poiret. Potentilla betonicifolia ingår i Fingerörtssläktet som ingår i familjen rosväxter. Inga underarter finns listade i Catalogue of Life.